# Слобода Черёмуховая
Слобода Черёмуховая — село в Новошешминском районе Республики Татарстан, расположено в 200 километрах от города Казань.
Образует Черёмуховское сельское поселение (площадь 100,9 км²), которое граничит с Акбуринским, Буревестниковским, Екатерининским, Краснооктябрьским сельскими поселениями Новошешминского муниципального района и Аксубаевским муниципальным районом.

## Население
| 1859 | 1897 | 1908 | 1920 | 1926 | 1938 | 1949 | 1958 | 1970 | 1979 | 1989 | 2002 | 2010 | 2012 | 2013 | 2014 | 2015 | 2016 | 2017 |
| ---- | ---- | ---- | ---- | ---- | ---- | ---- | ---- | ---- | ---- | ---- | ---- | ---- | ---- | ---- | ---- | ---- | ---- | ---- |
| 2095 | 2213 | 4920 | 4759 | 4383 | 2513 | 1642 | 1927 | 1868 | 1448 | 979  | 843  | 724  | 675  | 655  | 640  | 650  | 651  | 634  |

## История
Основано на рубеже 1730—40-х гг. Первыми жителями были отставные унтер-офицеры и солдаты со своими семьями, позднее переведённые в разряд государственных крестьян. Занимались земледелием, разведением скота, кузнечным, маслобойным и мукомольным промыслами, торговлей. В начале 20 в. в селе Черёмуховая Слобода функционировали деревянная Крестовоздвиженская церковь (построена в 1867 г., в 1907—17 гг. возведено новое каменное здание), земская (была открыта в 1875 г. на месте приходской, существовавшей с 1869 г.) и церковно-приходская (открыта в 1894 г.) школы, 1 водяная и 6 ветряных мельниц, крупообдирка, 2 маслобойни, 3 кузницы, пивная, 1 казённая винная и 11 мелочных лавок, базар по субботам. В этот период земельный надел сельской общины составлял 7153 десятины. До 1920 г. село входило в Ново-Шешминскую волость Чистопольского уезда Казанской губернии. С 1920 г. — в составе Чистопольского кантона ТАССР. С 10.08.1930 г. — в Новошешминском, с 01.02.1963 г. — в Чистопольском, с 26.04.1983 г. — в Новошешминском районах.

## Религия
Приход возник во второй половине XVIII века. В 1867 году была построена новая трехпрестольная деревянная Крестовоздвиженская церковь с приделами Александра Невского и Архангела Михаила. К началу XX века она стала слишком мала, и в 1907 - 1917 гг. была построена новая каменная церковь, также освященная в честь Воздвижения Креста Господня, с теми же приделами. При этом старая церковь не была снесена, оба храма были уничтожены в 1930-е гг. Храм был восстановлен в 2011 году, теперь в нём вновь совершаются службы.

## Инфраструктура
В селе имеется средняя школа, дом культуры, библиотека.

## Экономика
Полеводство, молочное скотоводство.